# Bling Ring
« Bling Ring », également surnommé par les médias américains le « Hollywood Hills Burglar Bunch », « Burglar Bunch » ou les « Hollywood Hills Burglars », est un groupe d'adolescents de la métropole de Los Angeles, qui a effectué entre octobre 2008 et août 2009 plusieurs cambriolages de résidences de célébrités hollywoodiennes, pour un total estimé à 3 millions de dollars. Les butins se constituaient principalement de bijoux, de vêtements de marque et d'argent liquide.
Les cibles des cambriolages étaient essentiellement des femmes choisies pour leur appartenance au monde de la mode et parce qu'elles étaient considérées comme des modèles, voire de véritables icônes par les membres du groupe. Une fois les maisons repérées, la bande scrutait les comptes Facebook et Twitter des stars pour cerner leurs habitudes, leurs sorties et donc leurs absences.
Parmi les victimes du gang : Paris Hilton, Lindsay Lohan, Rachel Bilson, Orlando Bloom, Miranda Kerr, Brian Austin Green, Megan Fox et Audrina Patridge.
Le Los Angeles Police Department rapporte que « ce qui a commencé comme une aventure tordue alimentée par le culte de la célébrité est rapidement devenue une entreprise criminelle organisée ».
Les aventures du groupe ont été l'objet de documentaires et d'adaptations cinématographiques, parmi lesquelles le film The Bling Ring de la réalisatrice américaine Sofia Coppola. Le scénario du film fut inspiré par l'article « The suspects wore Louboutins » (« Les suspects portaient des Louboutin »), écrit par la journaliste Nancy Jo Sales et publié dans la revue Vanity Fair.